# Petrohrad (hrad)
Petrohrad je zřícenina hradu na zalesněném ostrohu nad obcí Petrohrad v okrese Louny. Jedná se o šlechtický hrad založený v polovině 14. století. Z hradu zůstaly pouze menší zbytky zdiva a terénní nerovnosti, které jsou chráněné jako kulturní památka České republiky.

## Historie hradu

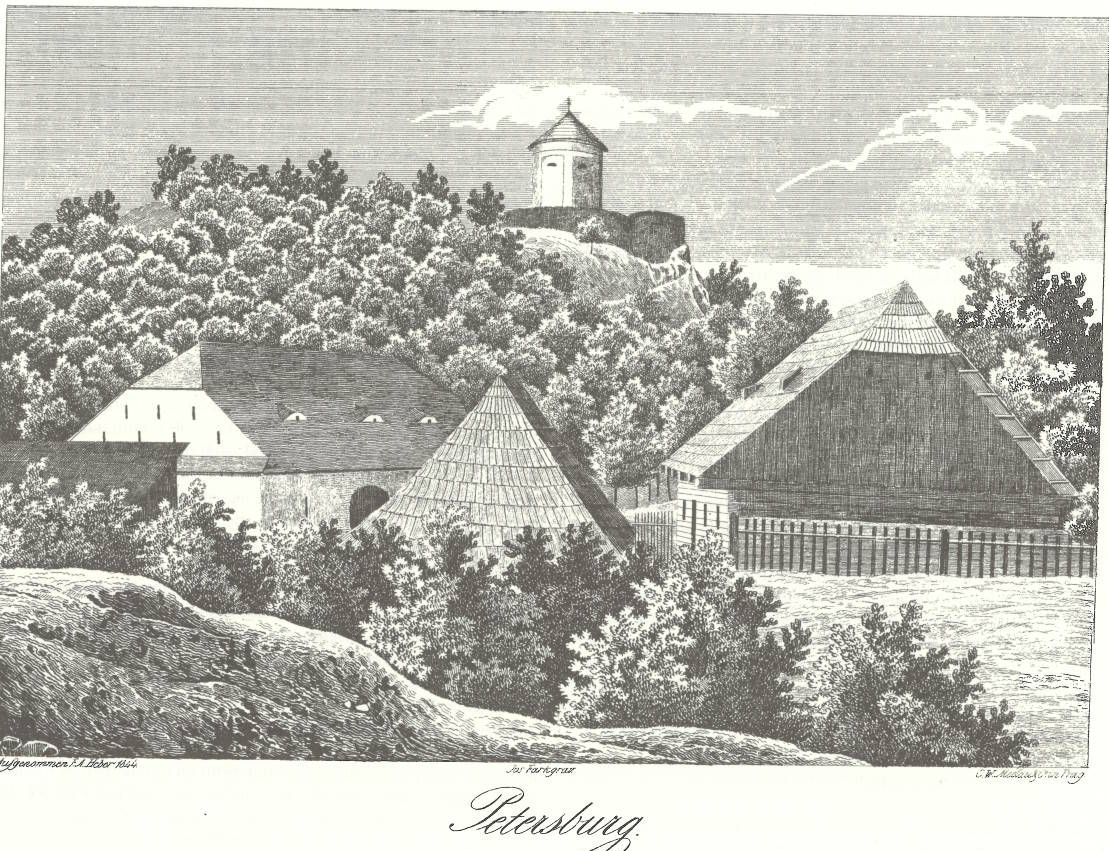
Petrohrad v roce 1844 na rytině F. A. Hebera

Jako první majitel hradu je roku 1356 uváděn Petr z Vrtby, z rodiny, patřící do rozrodu Hroznatovců. Založení hradu souvisí s aktivitami tohoto rodu v západních Čechách v polovině 14. století, které vyústilo v budování opěrných bodů na nově získaných panstvích. Páni z Vrtby byli úzce spřízněni s Gutštejny. V uvedeném roce se hrad nazýval německy Petersburg (Petrův hrad, z toho se později vyvinulo české Petršpurk) a patřilo k němu podací právo k farnímu kostelu svatého Vavřince v Lubenci. Již v roce 1358 byl Petrohrad v rukou Petra z Janovic. Zřejmě nejvýznamnější osobností rodiny byl Jan Jenec z Janovic, který v letech 1470–1503 zastával funkci purkrabího Pražského hradu a patřil mu i hrad Hluboká.
V roce 1483 prodal Jan Jenec rozsáhlé petrohradské panství, kam patřila dvě poddanská městečka (Kryry a Jesenice) a patnáct vesnic (Lubenec, Stebno, Oráčov, Bílenec, Chotěšov, Chlumčany, Kosobody, Klečetné, Řeřichy, Mukoděly, Hořovičky, Bukov, Černčice, Lužec a Hokov) Burianovi II. Gutštejna. Gutštejnové vlastnili Petrohrad v mužské větvi do roku 1554, kdy zemřel Viktorin z Gutštejna. Jedna z jeho sester se vdala za Jaroslava Libštejnského z Kolovrat, který postupně získal všechny podíly petrohradského panství. Hrad však v polovině 16. století přestal vyhovovat nárokům na bydlení renesanční šlechty. Jaroslav Libštejnský z Kolovrat proto začal kolem roku 1560 pod hradem s výstavbou petrohradského zámku. V té době (1559) se už hrad Petrohrad uvádí jako pustý.
Libštejnským bylo za podporu stavovského povstání petrohradské panství konfiskováno. Roku 1622 je od státu koupili Černínové z Chudenic. V jejich rukou zůstal Petrohrad až do roku 1945.

## Stavební podoba
Vzhledem k torzovitosti dochovaných stavebních článků není původní stavební podoba Petrohradu jasná. Vzhledem k existenci okrouhlého bergfritu v severovýchodním průčelí hradu nad přístupovou cestou je zřejmé, že se jednalo o hrad bergfritového typu. Do hradu se vstupovalo čtverhrannou věží. Hrad se pravděpodobně dělil na dolní a horní část. Dolní byla zplanýrována v polovině 17. století při budování okrouhlé kaple Všech svatých, postavené v roce 1652. Ta je dnes jedinou dominantou místa, kde hrad stával. Z dolní části hradu zbyla sklepní část bergfritu před kaplí, odděleného od hradu příkopem a přístupným zřejmě po padacím mostě. Západně v bezprostředním sousedství kaple se dochovaly zbytky podsklepené, volně stojící budovy. Dále na západ od ní pak zbytky vstupní věže. V horní části stál zřejmě palác. Na jeho místě byla v 19. století postavena romantická zřícenina se schodištěm na vyhlídku. Z obvodového opevnění horního hradu se dochovaly fragmenty zdiva.

## Kaple
V letech 1651–1653 byla v areálu hradu Černíny postavena podle plánů Carla Luraga kaple Všech svatých. Má kuželovou šindelovou střechu, okrouhlý půdorys s fasádou členěnou sokly a lizénovými pásy. Interiér osvětlují lunetová okna. V letech 1860, 1903 a 1927 byla kaple opravována. Její zařízení se nedochovalo.

## Přístup
- Z obce Petrohrad po červeném turistickém značení ke hradu, přibližně 1500 metrů.
- Ze silničky mezi Stebnem a Petrohradem u památného dubu letního odbočuje ke hradu červené turistické značení, prochází se Hájem Petra Bezruče, přibližně 1000 metrů.

## Galerie

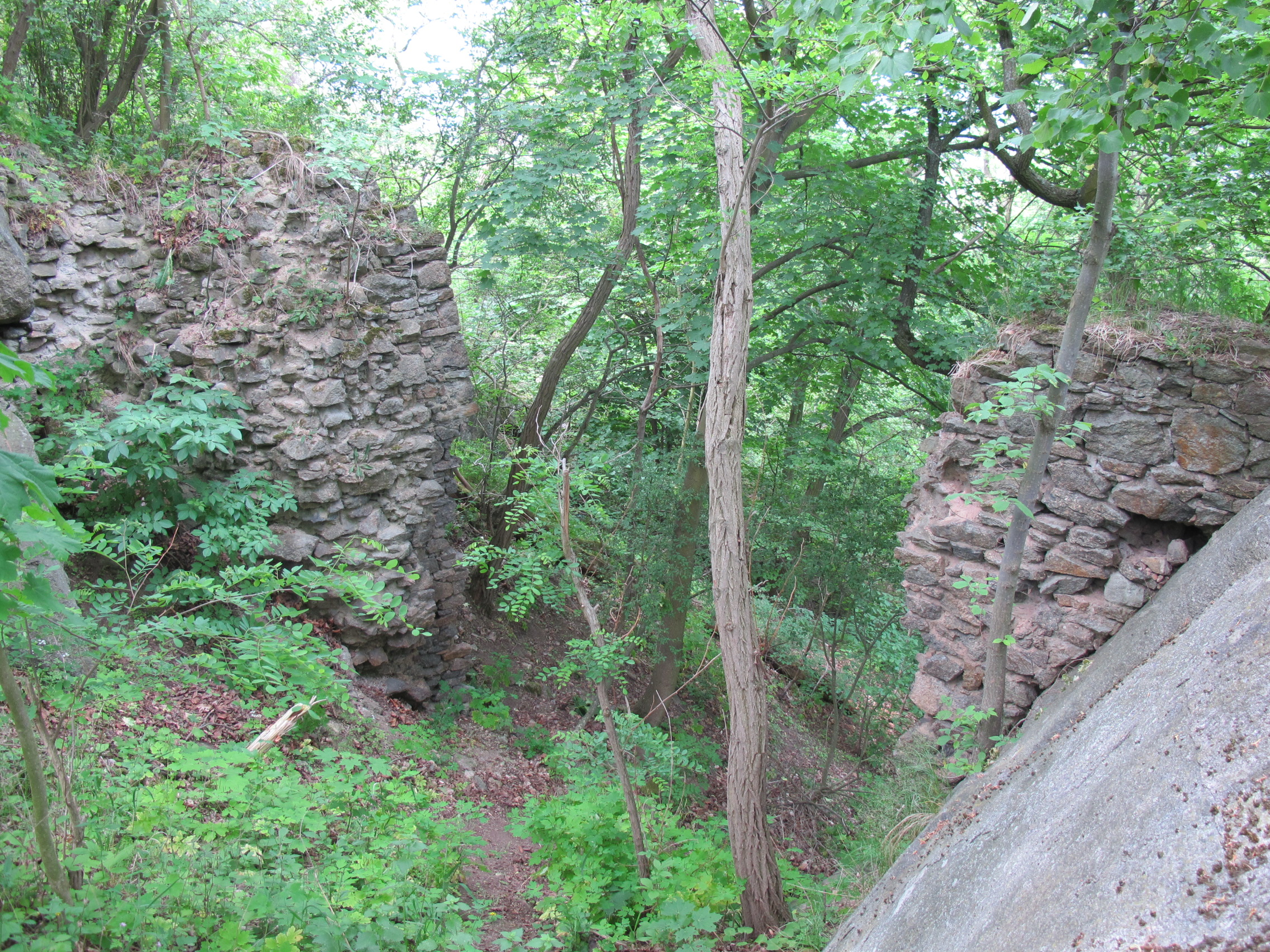
Zbytek hradby horního hradu
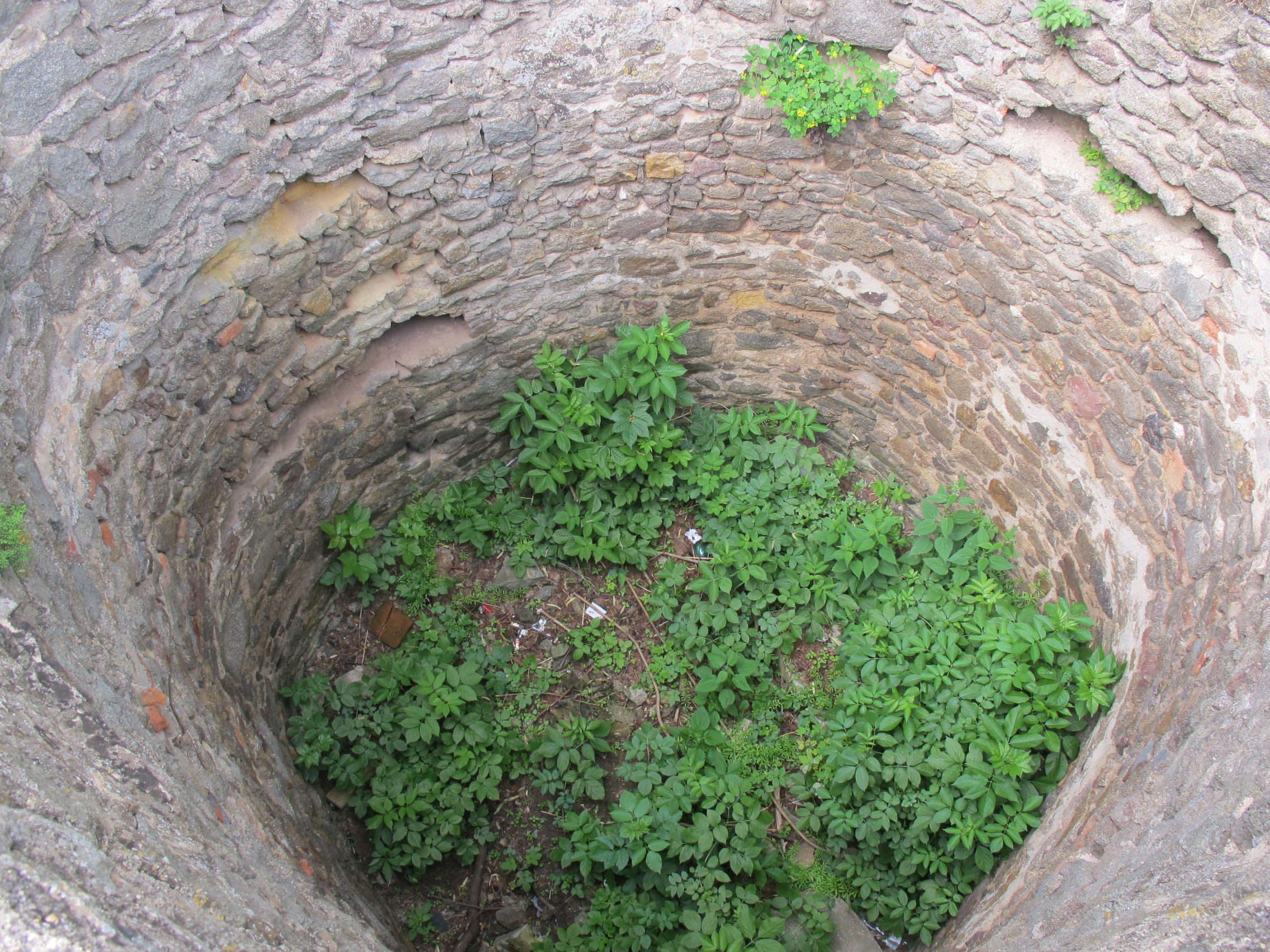
Vnitřek bergfritu
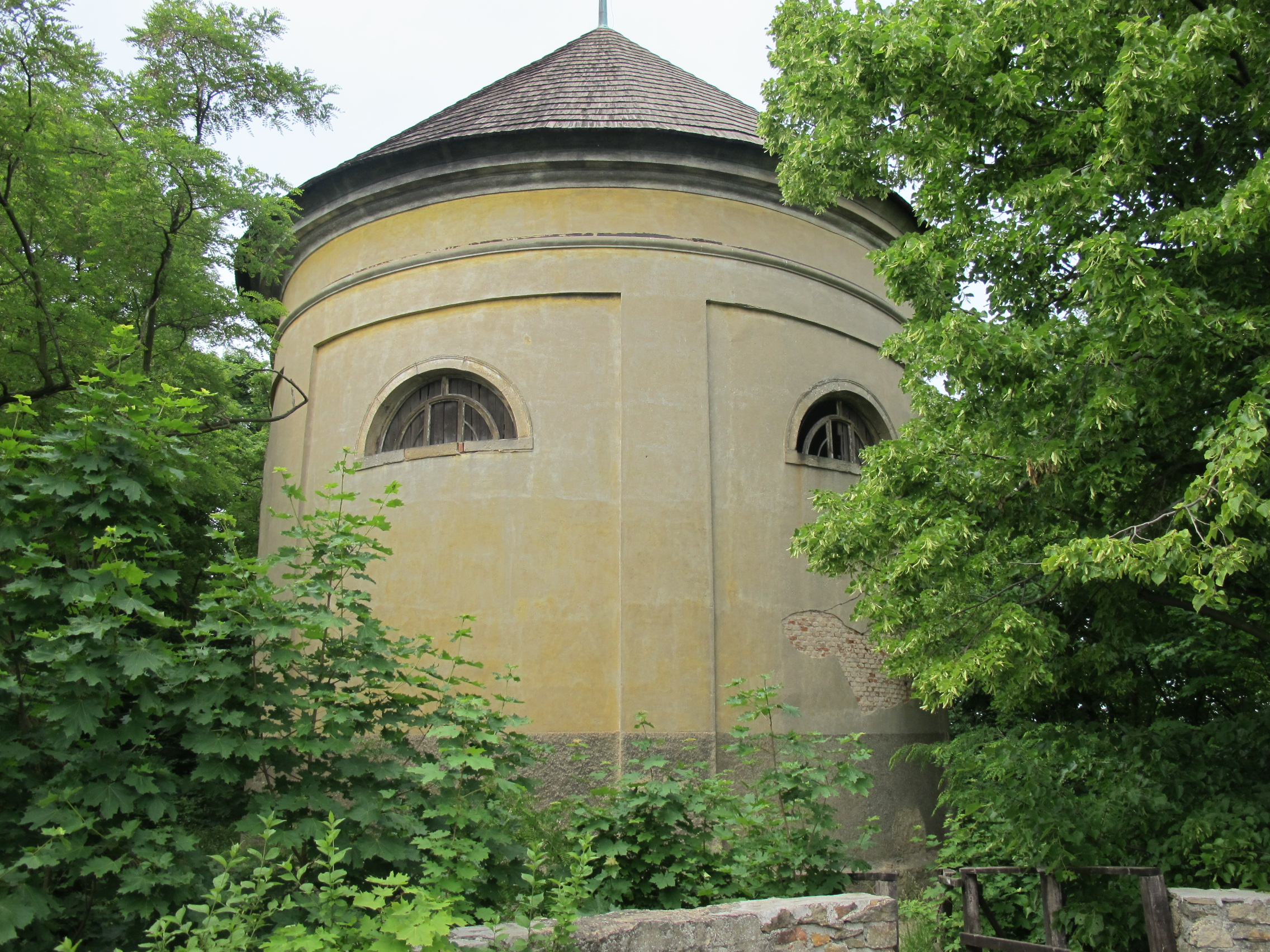
Kaple Všech Svatých nad bergfritem
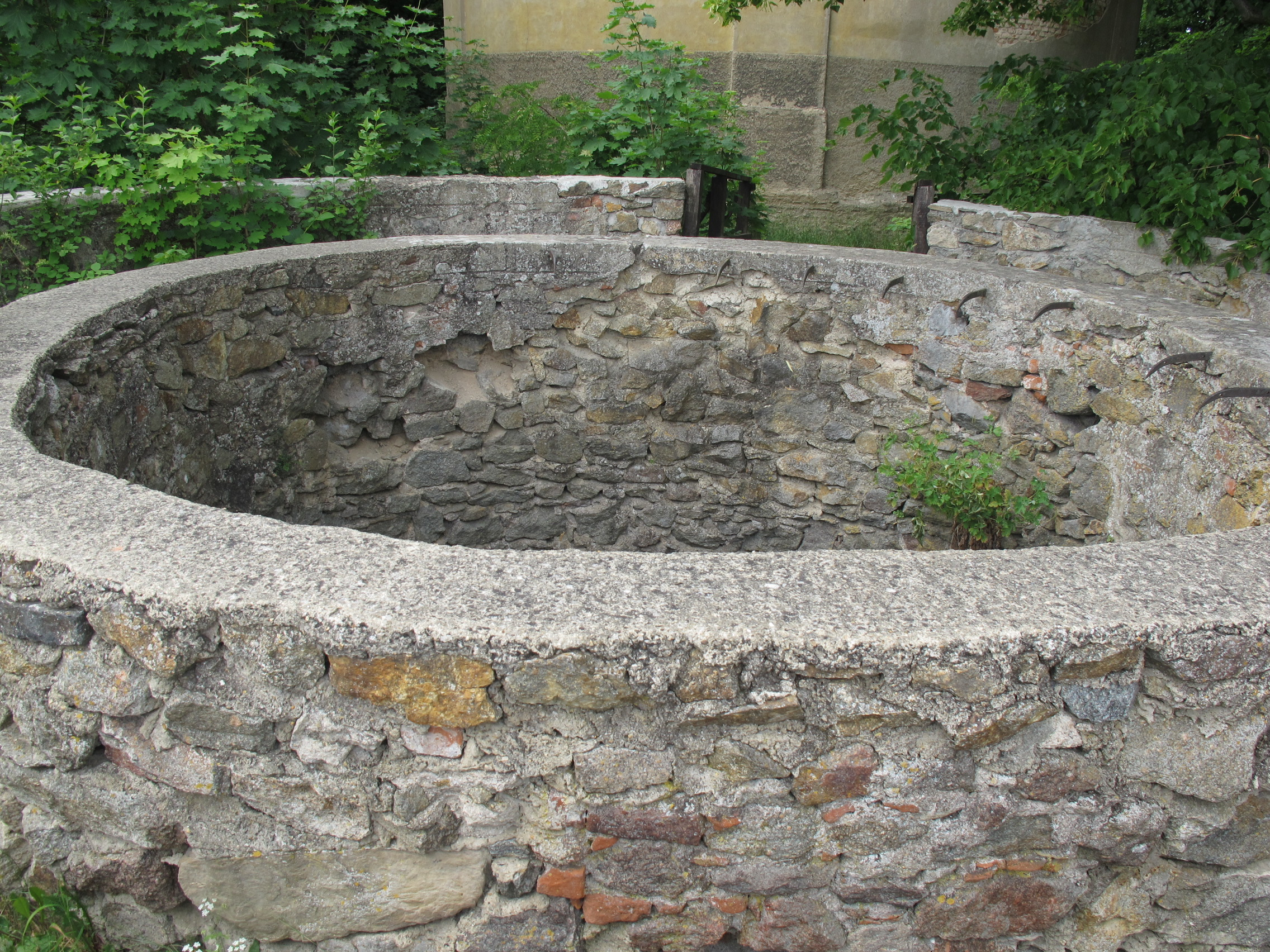
Dochovaná nadzemní část bergfritu